# 金斯海灘 (加利福尼亞州)
金斯海灘（英語：Kings Beach）是位於美國加利福尼亞州普萊瑟縣的一個人口普查指定地區。

## 地理
金斯海灘的座標為39°14′28″N 120°01′24″W / 39.24111°N 120.02333°W，而該地最高點為海拔高度1905米（即6250英尺）。

## 人口
根據2010年美國人口普查的數據，金斯海灘的面積為8.908平方千米，均為陸地。當地共有人口3796人，而人口密度為每平方千米426人。